# Mark A. Sammut
Mark A. Sammut (1973. október 2.–) máltai szerző.

## Élete
Mark A. Sammut, a máltai író Frans Sammut és Catherine idősebbik fia, 1973-ban Máltán született.
Tanulmányait a Santa Monica Stella Maris College iskolájban, valamint a  Vassalli, és GF Abela gimnáziumaiban végezte.
Tanult a Máltai Egyetemen (LL.D., M.Jur. Summa cum laude) és a Londoni Egyetemen (University College London és a London School of Economics and Political Science).

## Politikai és egyéb érintettsége
Sammut tevékenykedett a helyi önkormányzatnál (1993-1996), tagja a Szövetkezetek Testületének (1997-1998), a máltai Közjegyzői Tanács főtitkára (2000-03),  Lettország tiszteletbeli konzulja (2001–2006), és a Máltai Nyelvi Egyesület (Ghaqda tal-Malti Egyetem) elnöke (2007–2009).
Sammut néhány évig politikai szerepet is vállalt (1993-2003), 1996-tól a máltai Munkáspárt tagja.
Kiemelkedő szerepe volt a párt tevékenységében a 2003-as választási kampányban. Ugyanakkor erősen támadta személyét a rovatvezető és blogger Daphne Caruana Galizia, de Sammut azon kevesek egyike, aki megnyerte rágalmazási eljárást Galizia ellen, megerősítve, hogy amit róla írtak, az teljesen hamis volt. 2010-ben Caruana Galizia megfenyegette, hogy az Európai Emberi Jogi Bírósághoz fordul, de végül nem tette.
Tagja a Royal Historical Society és a Máltai Történelmi Társulatnak.
2014 óta Sammut előadásokat tart a Máltai Egyetemen (University of Malta) a máltai büntető törvénykönyv történetéről.

## Könyvei
- A Short History of Latvia/L-Istorja tal-Latvja fil-Qosor (Lettország rövid története)(Malta, 2004)[5]
- Il-Liġi, il-Morali, u r-Raġuni (A Törvény, az Erkölcs és az Okok) Giuseppe Mifsud Bonnici professzorral együttműködve,  aki az egykori Európai Emberi Jogi Bíróság bírója és Málta volt főbírója volt (Malta, 2008)[6]
- (Hozzájárulás) The Mediterranean Region: Different Perspectives, Common Objectives (A Mediterrán régió: különböző kilátások, közös célkitűzések) Honvédelmi Minisztérium, Olaszország, 2010
- The Law of Consular Relations (XPL, UK, 2010) (A törvény a konzuli kapcsolatokról)[7] Vytautas Magnus Egyetem Kaunas, Litvánia által használt, mint ajánlott olvasmány[8]
- (Szerkesztő és társszerző) Malta at the European Court of Human Rights 1987-2012 (Málta az Európai Emberi Jogi Bíróságnál 1987-2012), Patrick Cuignet és David A. Borg valamint Prof. Kevin Aquilina (a Máltai Egyetem törvényi karának dékánja), a bíró Giovanni Bonello, és MEP Dr. Therese Comodini Cachia.[9][10] közreműködésével.[9][10] (Malta, 2012)
- The Law in all its Majesty (A törvény az ö nagyságában) a Jogtörténeti és Összehasonlító Jogi tanulmányok gyűjteménye (Russell Square Publishing, London, hamarosan)

## Fordítás
- Ez a szócikk részben vagy egészben  a   Mark A. Sammut című angol Wikipédia-szócikk ezen változatának fordításán alapul.  Az eredeti cikk szerkesztőit annak laptörténete sorolja fel. Ez a jelzés csupán a megfogalmazás eredetét és a szerzői jogokat jelzi, nem szolgál a cikkben szereplő információk forrásmegjelöléseként.